# سیارک ۴۳۹۸
سیارک ۴۳۹۸ (به انگلیسی: 4398 Chiara، نامگذاری:1984HC2) چهار هزار و سیصد و نود و هشتمین سیارک کشف شده‌است که در ۲۳ آوریل ۱۹۸۴ کشف شد.
قدر مطلق سیارک برابر ۱۳٫۱۰ است.